# Kamjanka (hromada Apostołowe)
Kamjanka (ukr. Кам'янка) – wieś na Ukrainie, w obwodzie dniepropetrowskim, w rejonie krzyworoskim, w hromadzie Apostołowe. W 2001 liczyła 1896 mieszkańców, spośród których 1736 wskazało jako ojczysty język ukraiński, 140 rosyjski, 2 mołdawski, 14 białoruski, 1 polski, a 3 inny.